# 房产空置税
房产空置税，简称空置税，是一种通过税收调节房产空置的手段。

## 各地情况

### 法國
2015年，法国政府开始推行空置税。在法国的一些城市中，房屋闲置的第一年，业主必须缴纳的罚金为房款的10%，第二年为12.5%，第三年为15%，以此类推。但该措施并未改善房屋空置的状况。

### 
2017年11月，澳大利亚联邦议会通过了针对海外购房者的房产空置税政策。根据该法案，海外购房者拥有的澳大利亚住宅，如一年内超6个月空置且未对外出租的话，将强制征收房屋空置税。

### 加拿大
溫哥華規定住宅於180日內無人居住，須繳交罰款及物業估值1%的空置稅。卑詩省則開徵投機及空置稅。

### 亞洲

#### 中国大陆
2017年5月，黑龙江省社会科学院经济研究所刘月曾撰文建议，开征住房空置税、对住房空置行为处以罚款等。2018年10月，国务院参事、住房和城乡建设部原副部长仇保兴表示，中国大陸房屋空置率比较高，如鄂尔多斯空置率达到70%，北京空置率在10%～20%，而从国际上看，一般推出空置税的国家住房空置率在5%左右。但其论据与国际上的情况不符。

#### 香港
政府通过征收房产空置税解决房屋空置问题的构想由来已久，但因为各种原因导致无法实施。2018年3月15日，财政司司长陈茂波提出向物業發展商的一手單位开征房产空置税。2019年9月13日，政府將草案刊憲。